# Made in the A.M.
Albums de One Direction
Four
(2014)
Made in the A.M. est le cinquième album studio du boys band anglo-irlandais One Direction, sorti le 13 novembre 2015 par Columbia Records et Syco Music. L'album est le premier sans l'ex-membre Zayn Malik, qui a quitté le groupe en mars 2015, et le dernier avant de prendre une longue pause en 2016. Il est précédé par trois single : Drag Me Down, Perfect et History.
Bien accueilli par les critiques, l'album atteint la première place du UK Albums Chart en 93 189 unités vendues et la deuxième place du Billboard 200 avec 459 000 équivalent-album vendus. Selon la Fédération internationale de l'industrie phonographique, Made in the A.M. est le 6e album le mieux vendu de l'année 2015.[réf. nécessaire]

## Contexte
L'album est annoncé le 22 septembre 2015 et sort le 13 novembre 2015.

## Singles
Drag Me Down est le premier single de l'album sorti le 31 juillet 2015. Perfect a été annoncé comme le second single de l'album le 16 octobre 2015,,.

### Single promotionnel
Infinity est annoncé comme single de promotion sur l'iTunes Store et l'Apple Music le 22 septembre 2015[réf. nécessaire].

## Liste des morceaux
| 1.  | Hey Angel                  | Julian Bunetta, Jamie Scott, John Ryan, Ed Drewett                                                    |                                          | 4:00 |
| 2.  | Drag Me Down               | Julian Bunetta, Jamie Scott, John Ryan                                                                | Julian Bunetta, John Ryan                | 3:12 |
| 3.  | Perfect                    | Hindlin, Jesse Shatklin, Harry Styles, Louis Tomlinson, Maureen Anne McDonald, Julian Bunetta         | Julian Bunetta, Jesse Shatklin, Afterhrs | 3:50 |
| 4.  | Infinity                   | Jamie Scott, John Ryan, Julian Bunetta                                                                | Julian Bunetta, John Ryan                | 4:02 |
| 5.  | End of the Day             | Liam Payne, Louis Tomlinson, Julian Bunetta, Ed Drewett, John Ryan, Kahser, Wayne Hector, Gamai Lewis |                                          | 3:14 |
| 6.  | If I Could Fly             | Johan Carlsson, Ross Golan, Harry Styles                                                              |                                          | 3:51 |
| 7.  | Long Way Down              | Julian Bunetta, Liam Payne, John Ryan, Jamie Scott, Louis Tomlinson                                   |                                          | 3:13 |
| 8.  | Never Enough               | Niall Horan, Julian Bunetta, Baylin, John Ryan                                                        |                                          | 3:34 |
| 9.  | Olivia                     | Harry Styles, Julian Bunetta, John Ryan                                                               | Julian Bunetta, John Ryan                |      |
| 10. | What a Feeling             | Daniel Bryer, Mike Needle, Liam Payne, Jamie Scott, Louis Tomlinson                                   |                                          |      |
| 11. | Love You, Goodbye          | Jacob Kasher Hindlin, Julian Bunetta, Louis Tomlinson                                                 |                                          |      |
| 12. | I Want to Write You a Song | Anmar Malik, John Ryan, Julian Bunetta                                                                |                                          |      |
| 13. | History                    | Julian Bunetta, Ed Drewett, Hector, Liam Payne, John Ryan, Louis Tomlinson                            |                                          |      |

| 1. | Temporary Fix       | Thomas D Barnes, Hector, Niall Horan, Peter Norman Cullen Kelleher, Benjamin Alexander Koh            |  |  |
| 2. | Walking in the Wind | Julian Bunetta, John Ryan, Harry Styles, J.S. Baylin                                                  |  |  |
| 3. | Wolves              | Will Champlin, Ian Franzino, Andrew Haas, Niall Horan, Liam Payne                                     |  |  |
| 4. | A.M.                | Julian Bunetta, Ed Drewett, Hector, John Ryan, Harry Styles, Liam Payne, Louis Tomlinson, Niall Horan |  |  |

## Parution
| Région  | Date             | Format(s)          | Label                | Édition(s)       | Ref    |
| ------- | ---------------- | ------------------ | -------------------- | ---------------- | ------ |
| Mondial | 13 novembre 2015 | CD, Téléchargement | Columbia, Syco Music | Standard, Deluxe | [ 22 ] |